# Wise County, Texas
Wise County är ett administrativt område i delstaten Texas, USA, med 59 127 invånare (2010). Den administrativa huvudorten (County Seat) är Decatur.

## Geografi
Enligt United States Census Bureau har countyt en total area på 2 391 km². 2 344 av den arean är land och 47 km² är vatten.

### Angränsande countyn
- Montague County - norr
- Cooke County - nordost
- Denton County - öster
- Tarrant County - sydost
- Parker County - söder
- Jack County - väster